# Гриценко, Юрий Михайлович
Ю́рий Миха́йлович Грице́нко (род. 6 ноября 1962, Зеленоград, Московская область, РСФСР, СССР) — российский серийный убийца и грабитель, совершивший убийство в 1993 году и серию из 4 убийств и 10 разбойных нападений в период с апреля по ноябрь 2001 года в Зеленограде, Солнечногорском районе Московской области и Москве.

## Биография

### Жизнь до убийств
Родился 6 ноября 1962 года в Зеленограде. В школе учился плохо, в детстве ему был поставлен диагноз «пограничная умственная отсталость вследствие родовой травмы». Рос замкнутым и нелюдимым человеком. Причиной его проблем с коммуникабельностью был комплекс неполноценности, Гриценко всю жизнь страдал от неуверенности в себе и безуспешно боролся с этим качеством. Отец работал столяром. Мать была строгой и сильной по характеру женщиной. Психиатры уверены, что её влияние и привело к развитию женоненавистничества Гриценко. Отслужив в армии, Гриценко пошёл работать в милицию, считая, что эта профессия уберёт его неуверенность в себе. Вскоре он женился, родились двое детей, но комплекс так и не исчез. Понимая это, Гриценко пристрастился к алкоголю. В алкогольном запале в нём выплёскивалось всё негативное, что в конечном итоге, возможно, и сделало Гриценко убийцей. Через некоторое время его уволили из милиции за пьянство, после чего он перебивался случайными заработками. 26 февраля 1991 года Гриценко в состоянии алкогольного опьянения решил атаковать школу в Дмитрове. Разбил стёкла входной двери, но внутрь попасть не смог. Тогда отправился в ясли-сад, расположенные неподалёку. Разбил окна там, проник внутрь. Когда его попытались остановить прибывшие по вызову сторожа два милиционера, набросился на них с граблями. Стражи порядка хулигана связали, доставили в отдел. Был суд по части 2 статьи 206 УК РСФСР. Но лишать свободы за злостное хулиганство Гриценко не стали, проявили гуманность, учитывая, что он отец двоих малолетних детей. Назначили наказание в виде двух лет исправительных работ.

### Первое убийство
В июле 1993 года Гриценко совершил убийство. По словам убийцы, его жертвой была проститутка, которая хотела его обокрасть и которую он убил ударом сковороды. В 1994 году он был приговорён к 9 годам лишения свободы. Был отправлен отбывать наказание в Оренбург. В конце 2000 года Гриценко вернулся из колонии, освободившись на 1,5 года раньше условно-досрочно. Жена ждала Гриценко из колонии, и после возвращения он вроде бы зажил прежней жизнью, воспитывая двоих детей. Зеленоградец устроился в рыбный магазин «Океан» грузчиком. Он пил и, когда перебарщивал с алкоголем, становился невменяемым, говорил, что его «клинит». Возможно, чрезмерное пристрастие к спиртному и стало поводом для разрыва отношений с женой. По другой версии, в местах лишения свободы его склонили к сексуальным отношениям с мужчинами, и, вернувшись на волю, он не смог жить нормальной семейной жизнью. На 3 декабря 2001 года был намечен бракоразводный процесс в суде, однако Гриценко до последнего надеялся уладить конфликт. Гриценко состоял на учёте в психоневрологическом диспансере и за месяц до ареста был выписан из клиники, где проходил курс лечения от шизофрении.

### Серия убийств
С апреля по ноябрь 2001 года Гриценко совершил 14 нападений, 4 из которых закончились убийством. Лишь в одном случае потерпевшим оказался мужчина, все остальные жертвы были женщинами. Он наносил им сильные черепно-мозговые травмы ударами молотка. Выжившие описать преступника не могли, так как Гриценко всегда нападал сзади. Первое нападение Гриценко совершил в Солнечногорском районе, неподалёку от Зеленограда, остальные — в Зеленоградском лесопарке днём, когда люди возвращались с работы. Гриценко любил гулять по этому лесопарку, особенно в районе озера Чёрное. Гриценко временно залёг на дно, но уже в июне вновь начал совершать нападения на женщин. За лето он нанёс тяжкие черепно-мозговые травмы четырём женщинам. Местные газеты нагнетали обстановку. По всему Зеленограду были развешаны фотороботы, но они были крайне приблизительные. К началу осени Гриценко совершил серию нападений на женщин в Зеленоградском лесопарке. На время преступления прекратились, так как Гриценко находился в психиатрической больнице, но 19 октября 2001 года он опять совершил нападение на женщину, на этот раз в Северном административном округе Москвы. В течение недели Гриценко избил молотком ещё трёх женщин. Но вскоре одна из жертв оказала сопротивление преступнику, вырвала у него молоток и убежала. Она чётко описала внешность преступника.

### Арест, следствие и суд
19 ноября 2001 года преступник был задержан во время очередного нападения на женщину в московском парке Дружбы. На помощь ей неожиданно пришёл молодой мужчина, прибежавший на крик. Гриценко, оставив тяжело травмированную женщину, набросился с молотком на её спасителя, но справиться с ним не смог. Водитель автобуса Анатолий Сухов скрутил убийцу и дождался прибытия наряда милиции. Вскоре преступник во всём признался. Судебно-медицинская экспертиза в апреле 2002 года вынесла заключение о «хроническом алкоголизме с психопатизацией личности на органически неполноценной почве», но признала его вменяемым. В том же году Московский городской суд приговорил Юрия Гриценко к 25 годам лишения свободы. Верховный суд России сократил срок наказания до 22 лет.

### В заключении
После осуждения Юрий Гриценко был этапирован для отбытия уголовного наказания в исправительную колонию № 10, расположенную на территории посёлка Ударный Зубово-Полянского района республики Мордовия. Во время отбытия наказания психическое состояние Гриценко резко ухудшилось. С первых дней нахождения в колонии он проявлял девиантное поведение, подвергал физическим нападкам других осужденных и совершал нападения на персонал охраны, благодаря чему неоднократно подвергался дисциплинарным взысканиям и в конечном итоге был помещен в одиночный карцер со строгими условиями содержания, где провёл 13 лет. Гриценко был переведен на общий режим в конце 2015 года, после чего пытался устроиться в колонии работать в металлопроизводстве, но был допущен только в мастерскую по деревообработке, так как администрация колонии опасалась допускать его к работе с металлическими предметами и инструментами. В связи с дальнейшим ухудшением психического состояния в начале 2020-х годов Гриценко был помещен под наблюдение специальной психиатрической комиссии, которая в дальнейшие годы периодически в ходе медицинского освидетельствования оценивала степень его вменяемости. Дата освобождения Гриценко была назначена на 14 июня 2024 года, в случае признания его невменяемым Юрий Гриценко после освобождения должен был быть помещен в психиатрическую клинику с интенсивным наблюдением для прохождения необходимого ему курса лечения, однако согласно ряду других источников, Гриценко вышел на свободу и покинул исправительную колонию еще в сентябре 2023 года, после того как заключил контракт с «ЧВК» и отправился для участия в российском вторжении на Украину, летом 2024 года появилась информация, что на самом деле помилованный президентом России маньяк служит в санитарно-эвакуационном взводе.

## В массовой культуре
- Документальный фильм «Зеленоградский Чикатило» из цикла «Документальный детектив» (2003)
- Документальный фильм «Злодеи по определению» из цикла «Гениальный сыщик» (2011)